# 瑪瑙石脂鯉
瑪瑙石脂鯉，為輻鰭魚綱脂鯉目脂鯉亞目脂鯉科的其中一個種，為熱帶淡水魚，分布於南美洲巴西Paraíba do Sul河流域，體長可達26.3公分，棲息在底中層水域，生活習性不明。